# Кохан, Валентин
Валентин Кохан из Прахове (чеш. Valentin Kochan z Prachové; 1561, Страконице, Чешское королевство — 21 июня 1621, Прага, Чешское королевство) — пражский мещанин, магистр свободных искусств, один из дефензоров (официальных защитников прав некатолического большинства в Чехии). Примкнул к антигабсбургскому восстанию 1618 года, стал членом Директории. После поражения был приговорён к смерти за измену, оскорбление величества и подстрекательство народа к мятежу, казнён на Староместской площади вместе с 26 своими товарищами. Очерёдность во время казни зависела от социального положения осуждённых, и Кохана обезглавили первым из мещан (после трёх панов и семи рыцарей). Его голову выставили на всеобщее обозрение на башне староместского моста и сняли только в 1631 году, когда Прагу заняли саксонцы.
Известно, что вдова Кохана Катержина после казни мужа уехала в Пирну в Саксонии с семью детьми.
Имя Валентина Кохана выбито на мемориальной доске, которую установили на стене Староместской ратуши. О казни его и товарищей напоминают кресты на брусчатке Староместской площади.